# Bangor Punta
A Bangor Punta Corporation (negociada na NYSE sob o símbolo "BNK") foi um conglomerado americano e "Fortune 500" que existiu de 1964 a 1984. A corporação foi resultado da fusão da "Punta Alegre Sugar and Railroad Company", anteriormente de Cuba, e a "Bangor and Aroostook Railroad" de Maine. Possui uma série de empresas bem conhecidas nas indústrias geral de aviação, armas de fogo e veículos de laser, incluindo: Cal Yachts, O'Day Corp., Ranger Yachts, Piper Aircraft, Dan Wesson, Forjas Taurus e Smith & Wesson. Sediada em Greenwich, Connecticut, foi adquirida pela Lear Siegler, Inc. em 1984.
Também possuiu ou controlou empresas de agronegócios, sistemas de energia, tecidos de moda, segurança pública, engenharia de processos, serviços profissionais e transporte.
A unidade de fabricação da empresa foi desmembrada em uma empresa recém-formada, a Envirotech, em 1969.